# Nati nel 1986/Dicembre
| Questa pagina contiene informazioni ricavate automaticamente dalle voci biografiche con l'ausilio del template Bio e di un bot. L'aggiornamento è periodico e automatico e ricostruisce completamente la pagina. Se manca una persona in questa lista, sei pregato di non aggiungerla, ma accertati piuttosto che la sua voce biografica contenga il template Bio e che i dati anagrafici siano correttamente compilati. Se il template Bio manca, inseriscilo tu stesso o, in alternativa, metti l'avviso {{tmp\|Bio}} che ne segnala la mancanza. Se i dati riportati sono sbagliati, correggi direttamente la voce biografica; le modifiche saranno visibili in questa lista entro pochi giorni. Per chiarimenti vedi il progetto biografie. La lista contiene solo le 393 persone che sono citate nell'enciclopedia e per le quali è stato implementato correttamente il template Bio. Pagina aggiornata al 2 ago 2025. |

- 1º dicembre - Ivano Bucci, velocista sammarinese
- 1º dicembre - DeSean Jackson, ex giocatore di football americano statunitense
- 1º dicembre - Mondo Marcio, rapper e produttore discografico italiano
- 1º dicembre - Natasha O'Keeffe, attrice britannica
- 1º dicembre - Bianca Manalo, modella e attrice filippina
- 1º dicembre - Alessandro Scaglione, tastierista, arrangiatore e direttore d'orchestra italiano
- 1º dicembre - Cody Smith, giocatore di football americano statunitense
- 1º dicembre - Andrew Tate, ex kickboxer e imprenditore statunitense
- 1º dicembre - Manuş Baba, cantante turco
- 1º dicembre - Il'ja Štokalov, canoista russo
- 2 dicembre - Merel de Blaeij, hockeista su prato olandese
- 2 dicembre - Nicolò Cherubin, allenatore di calcio e ex calciatore italiano
- 2 dicembre - Mardy Gilyard, giocatore di football americano statunitense
- 2 dicembre - Dwight Hardy, ex cestista statunitense
- 2 dicembre - Ken Ilsø, ex calciatore danese
- 2 dicembre - Claudiu Keșerü, ex calciatore rumeno
- 2 dicembre - Renee Montgomery, ex cestista statunitense
- 2 dicembre - Stefania Scordio, giornalista e conduttrice televisiva italiana
- 2 dicembre - Song Ha-yoon, attrice sudcoreana
- 2 dicembre - Ronald Vargas, ex calciatore venezuelano
- 2 dicembre - Tal Wilkenfeld, bassista australiana
- 2 dicembre - Adam le Fondre, calciatore inglese
- 3 dicembre - Jynocel Basweti, ex maratoneta keniota
- 3 dicembre - Annelien Coorevits, modella belga
- 3 dicembre - Haytham Dheeb, calciatore palestinese
- 3 dicembre - Frank Elegar, cestista americo-verginiano
- 3 dicembre - James Laurinaitis, ex giocatore di football americano statunitense
- 3 dicembre - Wolfgang, wrestler britannico
- 4 dicembre - Maria Gadú, cantautrice e chitarrista brasiliana
- 4 dicembre - Nevin Galmarini, snowboarder svizzero
- 4 dicembre - Marcos García Fernández, ex ciclista su strada spagnolo
- 4 dicembre - Egejuru Godslove, calciatore nigeriano
- 4 dicembre - Ruben Imingen, ex calciatore norvegese
- 4 dicembre - Vladyslav Lupaško, ex calciatore ucraino
- 4 dicembre - Nicolae Mușat, ex calciatore rumeno
- 4 dicembre - Kōdai Watanabe, calciatore giapponese
- 4 dicembre - Martell Webster, ex cestista statunitense
- 5 dicembre - Rita Akaffou, calciatrice ivoriana
- 5 dicembre - Javier Aramendia, ex ciclista su strada spagnolo
- 5 dicembre - Mykola Bilocerkivec', ex giocatore di calcio a 5 ucraino
- 5 dicembre - LeGarrette Blount, giocatore di football americano statunitense
- 5 dicembre - Javier Gómez Fuertes, ginnasta spagnolo
- 5 dicembre - James Hinchcliffe, pilota automobilistico canadese
- 5 dicembre - Luca Negosanti, thaiboxer italiano
- 5 dicembre - Cristy Nurse, canottiera canadese
- 5 dicembre - Sumanya Purisai, calciatore thailandese
- 5 dicembre - Dave Ryding, sciatore alpino britannico
- 5 dicembre - Adrian Scarlatache, ex calciatore rumeno
- 5 dicembre - Justin Smoak, giocatore di baseball statunitense
- 5 dicembre - Achmadschah Zazai, allenatore di pallacanestro e ex cestista tedesco
- 6 dicembre - Raphael Bessa, ex giocatore di calcio a 5 brasiliano
- 6 dicembre - Rodrigo Bronzatti, ex calciatore brasiliano
- 6 dicembre - Sean Edwards, pilota automobilistico e attore britannico († 2013)
- 6 dicembre - Illarija, cantante ucraina
- 6 dicembre - Gintautas Matulis, cestista lituano
- 6 dicembre - Matt Niskanen, hockeista su ghiaccio statunitense
- 6 dicembre - Aleyce Simmonds, cantautrice australiana
- 6 dicembre - Jan Veleba, velocista ceco
- 6 dicembre - Abd al-Aziz bin Turki Al Sa'ud, principe, imprenditore e filantropo saudita
- 7 dicembre - Emily Berrington, attrice inglese
- 7 dicembre - Nawang Dhendup, calciatore bhutanese
- 7 dicembre - Billy Horschel, golfista statunitense
- 7 dicembre - Im Jyoung-hwa, ex sollevatrice sudcoreana
- 7 dicembre - Kacper Kozłowski, velocista polacco
- 7 dicembre - Rok Kronaveter, calciatore sloveno
- 7 dicembre - Ledian Memushaj, allenatore di calcio e ex calciatore albanese
- 7 dicembre - Jakov Milatović, politico e economista montenegrino
- 7 dicembre - Julian Palmieri, calciatore francese
- 7 dicembre - Daniel Pfister, slittinista austriaco
- 7 dicembre - Nita Strauss, musicista statunitense
- 7 dicembre - Michael Wilhoite, ex giocatore di football americano e allenatore di football americano statunitense
- 7 dicembre - Nicolas Zaïre, calciatore francese
- 8 dicembre - Enzo Amore, wrestler e rapper statunitense
- 8 dicembre - Valentina Artem'eva, ex nuotatrice russa
- 8 dicembre - Lara Carroll, nuotatrice australiana
- 8 dicembre - Gia DiMarco, attrice pornografica statunitense
- 8 dicembre - Jo Firestone, attrice, comica e sceneggiatrice statunitense
- 8 dicembre - Keaton Grant, ex cestista statunitense
- 8 dicembre - Régis Gurtner, calciatore francese
- 8 dicembre - Fabiana Gómez, giocatrice di beach volley uruguaiana
- 8 dicembre - Aly Keita, calciatore svedese
- 8 dicembre - Amir Khan, pugile inglese
- 8 dicembre - Artëm Levin, kickboxer e thaiboxer russo
- 8 dicembre - Juan Diego Monge, ex calciatore costaricano
- 8 dicembre - Srisaket Sor Rungvisai, pugile thailandese
- 8 dicembre - Jermaine Taylor, ex cestista statunitense
- 8 dicembre - Kate Voegele, cantautrice, musicista e attrice statunitense
- 8 dicembre - Sheran Yeini, ex calciatore israeliano
- 9 dicembre - Tessema Abshero, ex mezzofondista e maratoneta etiope
- 9 dicembre - Aron Baynes, ex cestista australiano
- 9 dicembre - Aljaksej Cimašėnka, ex calciatore bielorusso
- 9 dicembre - Louise Cliffe, modella, attrice e cantante britannica
- 9 dicembre - Metis Di Meo, conduttrice televisiva, attrice e autrice televisiva italiana
- 9 dicembre - Issam El Adoua, ex calciatore marocchino
- 9 dicembre - Brandon Ewing, ex cestista statunitense
- 9 dicembre - Mathias Frank, ex ciclista su strada svizzero
- 9 dicembre - Jaida Essence Hall, personaggio televisivo statunitense
- 9 dicembre - Jarno Koskiranta, hockeista su ghiaccio finlandese
- 9 dicembre - Marion Laborde, ex cestista francese
- 9 dicembre - Bartosz Piasecki, schermidore norvegese
- 9 dicembre - Pero Stojkić, ex calciatore bosniaco
- 9 dicembre - Sonný Lára Þráinsdóttir, ex calciatrice islandese
- 9 dicembre - Valeria Vereau, attrice spagnola
- 9 dicembre - Miriam Welte, pistard tedesca
- 10 dicembre - Matthew Bates, allenatore di calcio e ex calciatore inglese
- 10 dicembre - Thiago William Martins, giocatore di calcio a 5 brasiliano
- 10 dicembre - Roger Carvalho, calciatore brasiliano
- 10 dicembre - Matt Clark, giocatore di baseball statunitense
- 10 dicembre - Dane Coles, rugbista a 15 neozelandese
- 10 dicembre - Eleonora Di Nezza, matematica italiana
- 10 dicembre - Phillip Dillard, ex giocatore di football americano statunitense
- 10 dicembre - Romain Duport, cestista francese
- 10 dicembre - Anicka van Emden, judoka olandese
- 10 dicembre - Mate Ghvinianidze, ex calciatore georgiano
- 10 dicembre - Mohammed Kassid, calciatore iracheno
- 10 dicembre - Pa Saikou Kujabi, ex calciatore gambiano
- 10 dicembre - Miloš Marković, calciatore serbo
- 10 dicembre - Wanda Nara, showgirl argentina
- 10 dicembre - Natti Natasha, cantante dominicana
- 10 dicembre - Sergio Otálvaro, calciatore colombiano
- 10 dicembre - Elaine Welteroth, giornalista e conduttrice televisiva statunitense
- 11 dicembre - Ali Maqseed, calciatore kuwaitiano
- 11 dicembre - Tyvon Branch, giocatore di football americano statunitense
- 11 dicembre - Gary Carr, attore inglese
- 11 dicembre - Kris Doolan, allenatore di calcio e ex calciatore scozzese
- 11 dicembre - Elisandro, giocatore di calcio a 5 brasiliano
- 11 dicembre - Emelie Forsberg, scialpinista e ultramaratoneta svedese
- 11 dicembre - Mariano Galarza, rugbista a 15 argentino
- 11 dicembre - Roy Hibbert, ex cestista statunitense
- 11 dicembre - Nicky Maynard, calciatore inglese
- 11 dicembre - Jason Mercier, giocatore di poker statunitense
- 11 dicembre - Lee Peltier, ex calciatore inglese
- 11 dicembre - Condola Rashād, attrice statunitense
- 11 dicembre - Moritz Stoppelkamp, calciatore tedesco
- 11 dicembre - Rabah Yousif, velocista sudanese
- 11 dicembre - Zeynep Çamcı, attrice turca
- 12 dicembre - Said Al-Ruzaiqi, calciatore omanita
- 12 dicembre - Heinrich Barnes, lottatore sudafricano
- 12 dicembre - Shea Buckner, pallanuotista e attore statunitense
- 12 dicembre - Lucas Calabrese, velista argentino
- 12 dicembre - Abdelkader Chadi, pugile algerino
- 12 dicembre - Sam Cronin, ex calciatore statunitense
- 12 dicembre - Mário Felgueiras, ex calciatore portoghese
- 12 dicembre - Përparim Hetemaj, ex calciatore finlandese
- 12 dicembre - Daniel Kocourek, calciatore ceco
- 12 dicembre - Qri, cantante e attrice sudcoreana
- 12 dicembre - Igor Mirčeta, calciatore e giocatore di calcio a 5 serbo
- 12 dicembre - Pedro Antonio Sánchez Moñino, calciatore spagnolo
- 12 dicembre - T.J. Ward, ex giocatore di football americano statunitense
- 12 dicembre - Stephen Willis, calciatore cookese
- 12 dicembre - Zhao Jun, scacchista cinese
- 13 dicembre - Dennis Bermudez, artista marziale misto statunitense
- 13 dicembre - Stine Bramsen, cantante danese
- 13 dicembre - Kristen Dalton, modella statunitense
- 13 dicembre - Luís Dialisson de Souza Alves, calciatore brasiliano
- 13 dicembre - John-Paul Duarte, ex calciatore gibilterriano
- 13 dicembre - Michael Elgin, wrestler canadese
- 13 dicembre - Zachary Garred, attore australiano
- 13 dicembre - Hiromi Igarashi, doppiatrice giapponese
- 13 dicembre - Enea Koliçi, calciatore albanese
- 13 dicembre - Mikael Lustig, ex calciatore svedese
- 13 dicembre - Sunita Mani, attrice, comica e ballerina statunitense
- 13 dicembre - Travis Padgett, velocista statunitense
- 13 dicembre - Ruben Sança, maratoneta e mezzofondista capoverdiano
- 13 dicembre - David Macalister Silva, calciatore colombiano
- 14 dicembre - Draško Albijanić, cestista bosniaco
- 14 dicembre - Lukáš Bielák, calciatore slovacco
- 14 dicembre - Philippe Erne, ex calciatore liechtensteinese
- 14 dicembre - Mahir Karić, ex calciatore bosniaco
- 14 dicembre - Shane Rennie, ex calciatore grenadino
- 14 dicembre - Atagün Yalçinkaya, pugile turco
- 14 dicembre - Andrej Zejc, ex ciclista su strada kazako
- 15 dicembre - Abderrahim Achakhir, calciatore marocchino
- 15 dicembre - Mike Blunden, ex hockeista su ghiaccio canadese
- 15 dicembre - Mikaila, cantante e attrice statunitense
- 15 dicembre - Valentina Esposito, calciatrice italiana
- 15 dicembre - Sören Gonther, ex calciatore tedesco
- 15 dicembre - Jung In-hwan, ex calciatore sudcoreano
- 15 dicembre - Kim Jun-su, cantante, cantautore e attore sudcoreano
- 15 dicembre - Martín Kindgard, pallavolista argentino
- 15 dicembre - Radosław Majewski, calciatore polacco
- 15 dicembre - Keylor Navas, calciatore costaricano
- 15 dicembre - Niniola, cantante nigeriana
- 15 dicembre - Andrea Occhini, pilota motociclistico italiano
- 15 dicembre - Snejana Onopka, supermodella ucraina
- 15 dicembre - Boris Pandža, ex calciatore bosniaco
- 15 dicembre - Nikolaj Pereverzev, giocatore di calcio a 5 russo
- 15 dicembre - Radenko Pilčević, cestista serbo
- 15 dicembre - Diego Sacoman, calciatore brasiliano
- 15 dicembre - Yelena Shalygina, lottatrice kazaka
- 15 dicembre - Balwant Singh, allenatore di calcio e ex calciatore indiano
- 15 dicembre - Erjon Tola, sciatore alpino albanese
- 15 dicembre - Amy Williams, rugbista a 15 e allenatrice di rugby a 15 neozelandese
- 16 dicembre - Jason Burnett, ginnasta canadese
- 16 dicembre - Sabrina Capozzolo, politica italiana
- 16 dicembre - Alcides Escobar, giocatore di baseball venezuelano
- 16 dicembre - Nicole Fawcett, allenatrice di pallavolo e ex pallavolista statunitense
- 16 dicembre - Adriyanti Firdasari, giocatrice di badminton indonesiana
- 16 dicembre - Vincent Gérard, ex pallamanista francese
- 16 dicembre - Matías Ibáñez, calciatore argentino
- 16 dicembre - Maria Minervino, ex cestista italiana
- 16 dicembre - Przemysław Zamojski, ex cestista polacco
- 17 dicembre - Emma Bell, attrice statunitense
- 17 dicembre - Eleonora Bischi, calciatrice italiana
- 17 dicembre - Stefano Centomo, cantante italiano
- 17 dicembre - Juan Guillermo Domínguez, ex calciatore colombiano
- 17 dicembre - Josh Edgin, ex giocatore di baseball statunitense
- 17 dicembre - Andrés Eduardo Fernández, calciatore spagnolo
- 17 dicembre - Ol'ga Golovkina, mezzofondista russa
- 17 dicembre - Heissler Guillént, cestista venezuelano
- 17 dicembre - Besart Ibraimi, calciatore macedone
- 17 dicembre - Flavia Piccinni, scrittrice e giornalista italiana
- 17 dicembre - Kahiem Seawright, ex cestista statunitense
- 17 dicembre - Antonio Siri, fantino italiano
- 17 dicembre - Roland Suniula, rugbista a 15 statunitense
- 17 dicembre - Vanessa Zima, attrice statunitense
- 18 dicembre - Kodjo Amétépé, calciatore togolese
- 18 dicembre - Anderson Aquino, ex calciatore brasiliano
- 18 dicembre - Richa Chadda, attrice indiana
- 18 dicembre - Marcus Cousin, ex cestista statunitense
- 18 dicembre - Òscar da Cunha, ex calciatore e ex giocatore di calcio a 5 andorrano
- 18 dicembre - Eku Edewor, attrice e conduttrice televisiva britannica
- 18 dicembre - François Hamelin, pattinatore di short track canadese
- 18 dicembre - Kaisei Ichirō, lottatore di sumo brasiliano
- 18 dicembre - Zsolt Laczkó, allenatore di calcio e ex calciatore ungherese
- 18 dicembre - Marcelo Lomba, calciatore brasiliano
- 18 dicembre - Fanny Lumsden, cantautrice australiana
- 18 dicembre - Park Sung-joon, videogiocatore sudcoreano
- 18 dicembre - Ylenia Baglietto, attrice e ballerina spagnola
- 18 dicembre - Lindsay Robins, cantautrice canadese
- 18 dicembre - Joakim Runnemo, ex calciatore svedese
- 18 dicembre - Jery Sandoval, attrice, modella e cantante colombiana
- 18 dicembre - Yuval Shabtay, ex calciatore israeliano
- 18 dicembre - Vincenzo Sofo, politico italiano
- 18 dicembre - Andrija Stipanović, cestista croato
- 18 dicembre - Brianne Theisen-Eaton, ex multiplista canadese
- 18 dicembre - Henrik Toft Hansen, pallamanista danese
- 18 dicembre - Andrea Trepat, attrice e modella spagnola
- 18 dicembre - Cvetelina Zarkova, pallavolista bulgara
- 18 dicembre - Adenízia da Silva, pallavolista brasiliana
- 19 dicembre - Bismar Acosta, calciatore costaricano
- 19 dicembre - Jessica Adair, ex cestista statunitense
- 19 dicembre - Calvin Andrew, ex calciatore inglese
- 19 dicembre - Ryan Babel, ex calciatore olandese
- 19 dicembre - Lauren Boebert, imprenditrice e politica statunitense
- 19 dicembre - Lazaros Christodoulopoulos, ex calciatore greco
- 19 dicembre - Luke Cook, attore australiano
- 19 dicembre - Renato Góes, attore e modello brasiliano
- 19 dicembre - Marquez Haynes, ex cestista statunitense
- 19 dicembre - Zuzana Hejnová, ostacolista e velocista ceca
- 19 dicembre - Satoshi Ishii, judoka e artista marziale misto giapponese
- 19 dicembre - Jurij Kryvoručko, scacchista ucraino
- 19 dicembre - Leire Landa, ex calciatrice spagnola
- 19 dicembre - Miguel Lopes, calciatore portoghese
- 19 dicembre - Nuno Lopes, ex calciatore portoghese
- 19 dicembre - Annie Murphy, attrice canadese
- 19 dicembre - Ken Reichel, ex calciatore tedesco
- 19 dicembre - Tyrell Sutton, giocatore di football americano statunitense
- 20 dicembre - Sean Cunningham, ex cestista statunitense
- 20 dicembre - Paul Fenech, calciatore maltese
- 20 dicembre - Tamás Lőrincz, ex lottatore ungherese
- 20 dicembre - Teresa Manzo, politica italiana
- 20 dicembre - Marcel Melicherčík, hockeista su ghiaccio slovacco
- 20 dicembre - Giovanni Nesi, pianista italiano
- 20 dicembre - Mammet Orazmuhammedow, calciatore turkmeno
- 20 dicembre - Johnny Palacios, calciatore honduregno
- 20 dicembre - Oksana Slivenko, sollevatrice russa
- 20 dicembre - Chris Taylor, ex calciatore inglese
- 21 dicembre - Khalil AlQaheri, imprenditore e scrittore bahreinita
- 21 dicembre - Adrián Argachá, calciatore uruguaiano
- 21 dicembre - Randa Ghazy, scrittrice italiana
- 21 dicembre - Sergeý Karïmov, calciatore kazako († 2019)
- 21 dicembre - Nicolas Laforge, arbitro di calcio belga
- 21 dicembre - Sébastien Siani, calciatore camerunese
- 21 dicembre - Ousmane Viera, ex calciatore ivoriano
- 21 dicembre - Per Fredrik Åsly, attore, compositore e cantante norvegese
- 22 dicembre - Elly Akira, attrice pornografica giapponese
- 22 dicembre - Eleonora Bolla, attrice italiana
- 22 dicembre - Arianne Caoili, scacchista e cantante filippina († 2020)
- 22 dicembre - Jan Kalabiška, calciatore ceco
- 22 dicembre - Carla Simón, regista e sceneggiatrice spagnola
- 22 dicembre - Fatih Öztürk, ex calciatore turco
- 23 dicembre - Marco Beltrame, ex saltatore con gli sci italiano
- 23 dicembre - Joanne Calderwood, artista marziale mista e thaiboxer britannica
- 23 dicembre - João Dias, ex calciatore portoghese
- 23 dicembre - Balázs Dzsudzsák, calciatore ungherese
- 23 dicembre - Jano, ex calciatore spagnolo
- 23 dicembre - Li You-ruei, ex cestista taiwanese
- 23 dicembre - T.J. Oshie, hockeista su ghiaccio statunitense
- 23 dicembre - Noël Wells, attrice e doppiatrice statunitense
- 23 dicembre - Pietro Zammuto, ex calciatore italiano
- 23 dicembre - Oleg Černyšov, ex calciatore russo
- 24 dicembre - Ana Brenda Contreras, attrice messicana
- 24 dicembre - Tim Elliott, artista marziale misto statunitense
- 24 dicembre - Charlie Faumuina, rugbista a 15 neozelandese
- 24 dicembre - Kyrylo Fesenko, cestista ucraino
- 24 dicembre - Theodor Gebre Selassie, ex calciatore ceco
- 24 dicembre - Satomi Ishihara, attrice giapponese
- 24 dicembre - Lee Yong, calciatore sudcoreano
- 24 dicembre - Riyo Mori, modella giapponese
- 24 dicembre - Annika Noelle, attrice e modella statunitense
- 24 dicembre - Thomas Peterson, ex ciclista su strada statunitense
- 24 dicembre - Gavintra Photijak, modella tailandese
- 24 dicembre - Luca Sannino, attore italiano
- 24 dicembre - Kaan Yıldırım, attore turco
- 25 dicembre - Jules Aw, cestista senegalese
- 25 dicembre - Natália Bernardo, pallamanista angolana
- 25 dicembre - Natália Guimarães, modella brasiliana
- 25 dicembre - Alex Hepburn, cantante britannica
- 25 dicembre - Aleksej Kozlov, ex calciatore russo
- 25 dicembre - Bolat Rajymbekov, dirigente sportivo e ex ciclista su strada kazako
- 25 dicembre - Deborah Scanzio, sciatrice freestyle svizzera
- 25 dicembre - Yurika Sema, ex tennista giapponese
- 25 dicembre - Aya Suzaki, doppiatrice giapponese
- 25 dicembre - Tan Qinghua, calciatore macaense
- 26 dicembre - Joe Alexander, cestista statunitense
- 26 dicembre - Jefferson Angulo, ex calciatore colombiano
- 26 dicembre - Myu Azama, modella e attrice giapponese
- 26 dicembre - Josh Beech, modello e musicista inglese
- 26 dicembre - Darío Bottinelli, ex calciatore argentino
- 26 dicembre - Chykie Brown, giocatore di football americano statunitense
- 26 dicembre - Nichola Burley, attrice inglese
- 26 dicembre - Kyle Callahan, ex giocatore di football americano e allenatore di football americano statunitense
- 26 dicembre - Cha Gi-suk, calciatore sudcoreano († 2021)
- 26 dicembre - Kit Harington, attore britannico
- 26 dicembre - Hugo Lloris, calciatore francese
- 26 dicembre - Yūta Mikado, calciatore giapponese
- 26 dicembre - Nenad Miškovski, calciatore macedone
- 26 dicembre - Marina Satti, cantautrice, produttrice discografica e attrice teatrale greca
- 26 dicembre - Charles Templon, attore francese
- 26 dicembre - Tseng Li-cheng, taekwondoka taiwanese
- 26 dicembre - Mauro Vinícius da Silva, lunghista brasiliano
- 27 dicembre - Sandra Auffarth, cavallerizza tedesca
- 27 dicembre - Torah Bright, ex snowboarder australiana
- 27 dicembre - Fernando Cedrola, ex calciatore brasiliano
- 27 dicembre - Jamaal Charles, ex giocatore di football americano statunitense
- 27 dicembre - Liam Craig, allenatore di calcio e ex calciatore scozzese
- 27 dicembre - Shelly-Ann Fraser-Pryce, velocista giamaicana
- 27 dicembre - Fabienne Humm, ex calciatrice svizzera
- 27 dicembre - Ben Konaté, ex calciatore ivoriano
- 27 dicembre - Kaluka Maiava, giocatore di football americano statunitense
- 27 dicembre - Jónas Þór Næs, ex calciatore faroese
- 27 dicembre - Marco Ritzberger, ex calciatore liechtensteinese
- 27 dicembre - Jasmin Trtovac, calciatore serbo
- 27 dicembre - Marco Pogo, musicista e politico austriaco
- 28 dicembre - Bocundji Ca, ex calciatore guineense
- 28 dicembre - Josef Hnaníček, calciatore ceco
- 28 dicembre - Tom Huddlestone, allenatore di calcio e ex calciatore inglese
- 28 dicembre - Sui Ishida, fumettista giapponese
- 28 dicembre - Ana Jelušić, ex sciatrice alpina croata
- 28 dicembre - Lauren Stephens, ciclista su strada statunitense
- 28 dicembre - Danny Swanson, calciatore scozzese
- 28 dicembre - Giorgio Uberti, scrittore e divulgatore scientifico italiano
- 28 dicembre - Robbie Williams, giocatore di snooker inglese
- 28 dicembre - Erfan Zeneli, ex calciatore finlandese
- 29 dicembre - Colin Brittain, cantautore, musicista e produttore discografico statunitense
- 29 dicembre - Ilie Cebanu, ex calciatore moldavo
- 29 dicembre - Chris Creveling, pattinatore di short track statunitense
- 29 dicembre - Terese Fredenwall, cantante svedese
- 29 dicembre - Katie Sheridan, attrice inglese
- 29 dicembre - Sanžar Tursunov, calciatore uzbeko
- 30 dicembre - Onyekachi Apam, ex calciatore nigeriano
- 30 dicembre - Matt Banahan, rugbista a 15 britannico
- 30 dicembre - Domenico Criscito, ex calciatore italiano
- 30 dicembre - Marcelo Alfonso Díaz, calciatore cileno
- 30 dicembre - Adriana Dorn, modella nicaraguense
- 30 dicembre - Ellie Goulding, cantautrice britannica
- 30 dicembre - Cheikh Gueye, ex calciatore senegalese
- 30 dicembre - Marcus Julien, calciatore grenadino
- 30 dicembre - Júnior Negrão, calciatore brasiliano
- 30 dicembre - Mohamed Koffi, ex calciatore ivoriano
- 30 dicembre - Caity Lotz, attrice e modella statunitense
- 30 dicembre - Faye Marsay, attrice britannica
- 30 dicembre - Mame N'Diaye, ex calciatore senegalese
- 30 dicembre - Shane Perkins, pistard australiano
- 30 dicembre - Brahim Souleymane, ex calciatore mauritano
- 30 dicembre - Max Walker, attore canadese
- 30 dicembre - Jeff Ward, attore statunitense
- 30 dicembre - Gianni Zuiverloon, ex calciatore olandese
- 31 dicembre - Stefania Capobianco, produttrice cinematografica, regista e scrittrice italiana
- 31 dicembre - Bryan Davis, ex cestista statunitense
- 31 dicembre - Jurij Fomenko, ex calciatore ucraino
- 31 dicembre - Emmanuel Koné, ex calciatore ivoriano
- 31 dicembre - Mark McGuire, musicista statunitense
- 31 dicembre - Nicola Mimnagh, modella scozzese
- 31 dicembre - Salif Nogo, ex calciatore burkinabé
- 31 dicembre - Artëm Vjačeslavovič Ovčarenko, danzatore russo
- 31 dicembre - Bronson Pelletier, attore canadese
- 31 dicembre - Olga Raonić, pallavolista serba
- 31 dicembre - Florent Rouamba, ex calciatore burkinabé
- 31 dicembre - Stefano Simeoli, ex cestista italiano
- 31 dicembre - Jan Smit, cantante, conduttore televisivo e attore olandese
- 31 dicembre - Lassi Tuovi, allenatore di pallacanestro e ex cestista finlandese